# Kristian Alfonso
Kristian Alfonso, född 5 september 1963 i Brockton, Massachusetts, är en amerikansk skådespelare.
Alfonso har medverkat i ett stort antal avsnitt i olika TV-serier. Hon debuterade 1981 i TV-filmen The Star Maker med Rock Hudson i huvudrollen. Hon har blivit mest känd för rollen som Hope Williams Brady i serien Våra bästa år (Days of Our Lives). Hon har varit med i serien i 21 år, och har medverkat i mellan 4000 och 5000 avsnitt.

## TV-serier (urval)
- Mord och inga visor (1988)
- MacGyver (1988-1989)
- Maktkamp på Falcon Crest (1988-1990)
- Baywatch (1993)
- Melrose Place (1993-1994)
- Vänner (2000)
- Våra bästa år (1986-2008)